# Chris Klute
Christopher Klute, detto Chris (Grand Prairie, 5 marzo 1990), è un ex calciatore statunitense, di ruolo difensore.